# Verismo
Il verismo fu un movimento letterario, nato in Italia all'incirca fra il 1875 e il 1895, per opera dei siciliani Giovanni Verga e Luigi Capuana con la collaborazione di altri scrittori.
Il verismo nasce sotto l'influenza del clima positivista, quell'assoluta fiducia nella scienza, nel metodo sperimentale e negli strumenti infallibili della ricerca che si sviluppa e prospera dagli anni Trenta dell'Ottocento fino alla fine del Novecento. Inoltre, il verismo si ispira in maniera evidente al naturalismo, un movimento letterario diffuso in Francia a metà dell'Ottocento. Per gli scrittori naturalisti, la letteratura deve fotografare oggettivamente la realtà sociale e umana, rappresentandone rigorosamente le classi, comprese quelle più umili, in ogni aspetto, anche sgradevole; gli autori devono analizzare gli aspetti concreti della vita, la realtà sociale, politica ed economica.
Nato in Sicilia, il verismo si sviluppa a Milano, il centro culturale più vivo della penisola, in cui si raccolgono intellettuali di regioni diverse; le opere veriste però rappresentano soprattutto le realtà sociali dell'Italia centrale, meridionale e insulare. Così la Sicilia è descritta nelle opere di Giovanni Verga, di Luigi Capuana e di Federico De Roberto; Napoli in quelle di Matilde Serao e di Salvatore Di Giacomo; la Calabria nelle opere di Nicola Misasi; la Sardegna in quelle di Grazia Deledda; l'Abruzzo in quelle di Domenico Ciampoli e Giuseppe Mezzanotte, Roma nelle poesie di Cesare Pascarella; la Toscana nelle novelle di Renato Fucini.
Il primo autore italiano a teorizzare il verismo fu Capuana, che parlò di "poesia del vero"; così Verga, che dapprima era collocabile nella corrente letteraria tardoromantica (era stato soprannominato il poeta delle duchesse ed ebbe un successo notevole), intraprese la strada del verismo con la raccolta di novelle Vita dei campi e Novelle rusticane, e infine col primo romanzo del cosiddetto Ciclo dei Vinti, I Malavoglia, nel 1881.
Per i naturalisti, la letteratura possiede una forza come strumento per il progresso sociale, mentre il verismo nega questa possibilità e si basa su un pessimismo fatalistico. Un'altra differenza fra le due correnti letterarie sta nel fatto che il naturalismo ambienta vicende e personaggi in un contesto urbano spesso degradato, fra proletari e borghesi, mentre il verismo ambienta vicende e personaggi nel mondo rurale regionale, fra le plebi delle regioni meridionali italiane. Il naturalismo inoltre rappresenta la realtà per fare in modo che il lettore si indigni e si mobiliti per cambiarla; il verismo invece rappresenta la realtà, che è un dato naturale e immutabile, per fare in modo che il lettore (il quale è di solito un lettore colto del nord Italia) la conosca.
Il verismo ebbe un impatto anche sulla lirica italiana, dove diede forma alla corrente dell'opera verista.

## Tecniche
La principale caratteristica del verismo, che si discosta da altre tecniche narrative, è l'utilizzo del "principio dell'impersonalità", tecnica che, come mostrato da Verga, consente all'autore di porsi in un'ottica di distacco (collegandosi al principio sia di lontananza che di rimpicciolimento) nei confronti dei personaggi e dell'intreccio del racconto. L'impersonalità narrativa è propria di una narrazione distaccata, rigorosamente in terza persona e, ovviamente, in chiave oggettiva, priva, cioè, di commenti o intrusioni d'autore che potrebbero, in qualche maniera, influenzare il pensiero che il lettore si crea a proposito di un determinato personaggio o di una determinata situazione. Il verismo, come si vede in Verga, si interessa molto delle questioni socio-culturali dell'epoca in cui vive e si sviluppa. 
In Giovanni Verga, per esempio, ritroviamo in molte opere la questione della situazione meridionale, dei costumi e delle usanze, del modo di vivere assai diverso rispetto a quelli del nord Italia. Secondo Verga, non è possibile che un personaggio di umili origini riesca in qualche modo, per quanto esso valga, a riemergere da quella condizione in cui è nato. Non è possibile che un povero diventi ricco. In questo caso vi è la consueta eccezione narrativa nella novella La roba, in cui il povero e umile contadino Mazzarò riesce a divenire ricco, grazie al suo impegno. Ma anche giunto a una condizione relativamente benestante, o quanto meno comoda, il personaggio non riuscirà mai a vivere tranquillamente, non potrà mai integrarsi in quello che si definisce l'ambiente alto-borghese, proprio perché egli non vi appartiene di nascita. 
Questo principio triste e sconsolante ha come soggetto narratori popolari, quasi sempre contadini o artigiani, che spiegano a modo loro la vicenda, talvolta usando espressioni gergali. Gli autori veristi, in particolare Verga, tendono ad usare un linguaggio non colto, che si caratterizza per l'assenza di segni grammaticali, celebre è anche l'artificio della regressione. È da citare, da ultimo, il principio della concatenazione e della concatenazione opposta; il primo consiste nel porre a poca distanza parole di significato analogo, il secondo di mettere una parola e subito dopo il suo contrario. Si termina con la 
ripetizione narrativa, la quale, come si capisce, privilegia le ripetizioni.

## Il verismo poetico
(G. Marzot, Battaglie veristiche dell'Ottocento, Principato, 1942, p. 7.)

Attorno al 1877, riprendendo in parte certe affermazioni della Scapigliatura, come quelle di Emilio Praga che aveva cantato: 
 o ancora quelle di Arrigo Boito: 
 con la pubblicazione di Postuma di Olindo Guerrini, si inizia a parlare nuovamente di verismo contrapponendolo al termine "idealismo". In quest'accezione, il termine "verismo" non ha niente a che fare con la poetica di Giovanni Verga o di Luigi Capuana; né, d'altra parte, il termine "idealismo" si rifà alla filosofia di Schelling o Fichte. In questa accezione, infatti, "veristi" furono chiamati quegli scrittori che rappresentavano una realtà materialistica, mettendone in luce anche gli aspetti più sgradevoli e che erano in aperta rottura con i canoni poetici di allora. Scrive Benedetto Croce:
Temi privilegiati di questa poesia sono, ad esempio, la lode al vino, l'invettiva contro la donna amata, spesso rappresentata come una prostituta, l'anticlericalismo. L'eccesso arriva con poeti quali Ulisse Tanganelli che in un suo sonetto No: tu non sei la vergine ideata ripudia la donna poiché, essendo grassa, potrebbe sfondargli letto e solaio. Inoltre, considerando che questo tipo di verismo ebbe come genere privilegiato la poesia e non la prosa, in queste opere manca del tutto la ricerca di una oggettività narrativa (tipica, ad esempio, dei romanzi verghiani), così come sono assenti gli artifici stilistici quali l'artificio della regressione o il discorso indiretto libero. I padri putativi furono identificati in Baudelaire e Théophile Gautier, senza dimenticare le pagine della prefazione al Cromwell di Victor Hugo. Una teorizzazione di questo verismo si può trovare nel Prologo di Nova polemica di Olindo Guerrini.
Fra gli scrittori veristi si devono annoverare Pier Enea Guarnerio con l'opuscolo Auxilium, Girolamo Ragusa Moleti con Prime armi, Ulisse Tanganelli con Aestiva e Autumnalia.
Fra gli idealisti che, al contrario, rivendicavano una rappresentazione più moralistica della realtà, si devono includere Luigi Alberti che arrivò «a invocare l'intervento del sovrano, che ponesse un freno al dilagare degli elzeviri» e Giovanni Rizzi. I due risposero sdegnosamente ai versi stecchettiani con alcune poesie (si veda Praefatio e Un grido). Altri contestatori del verismo furono Luigi Vivarelli Colonna e Gaetano Zocchi che compilarono alcuni pamphlet (del primo vale la pena ricordare: Lorenzo Stecchetti o il Verismo nella letteratura e nell'arte; del secondo: Verismo e verità: ai poeti moderni).
In una posizione intermedia, si inserisce il libro Anticaglie di Felice Cavallotti il quale rimproverava certi eccessi nella rappresentazione di una cruda realtà, ma dall'altra si distaccava dal troppo moralismo e idealismo.

## Linguaggio
In quei tempi il linguaggio cambiò, molte parole dialettali sono entrate a far parte dell'italiano vero e proprio e alcuni termini inglesi e francesi sono stati messi nel linguaggio italiano comune. Inoltre questo movimento prevedeva, la maggior parte dei casi, l'utilizzo di vocaboli siciliani.